# Flesselles (montgolfière)
Le Flesselles est une montgolfière qui porte le nom de Jacques de Flesselles, intendant de Lyon. 
C’est le premier vol d’un aérostat à Lyon, le 19 janvier 1784, et le deuxième en montgolfière après le vol originel de Paris. Un autre vol en ballon à gaz a déjà eu lieu à Paris en 1783.

## Préparatifs
Flesselles a lancé une souscription pour soutenir les expériences des frères Montgolfier. Laurencin est le principal mécène. Le projet initial est de faire voler un grand ballon aérostatique d'allure élégante, de solidité convenable, mais sans passager. En décembre, Pilâtre de Rozier, le premier voyageur aérien arrive à Lyon, attiré par l'expérience. Il estime que le ballon peut transporter des passagers et ajoute une galerie en bois. 
Nombreux sont les candidats pour ce vol expérimental, puisque  trente à quarante personnes se font inscrire pour être du nombre des voyageurs. Six passagers sont choisis : Joseph de Montgolfier (dont ce sera l’unique vol {ref NHLM, p. 771), le pilote : Pilâtre de Rozier, le comte de Laurencin, le comte de Dampierre, le prince Charles de Ligne, fils aîné du prince de Ligne (on ne peut lui refuser car son père avait pris cent souscriptions), le comte Jean-François de Laporte d'Anglefort et Claude Gabriel Fontaine.
Ce dernier, marchand de bois et agent commercial des Montgolfier à Lyon, a construit le ballon. Le chantier occupe 150 personnes.
Les essais captifs ont lieu du 7 au 15 janvier. Les spectateurs se pressent déjà en grand nombre. Les essais suivants sont compliqués par le mauvais temps, froid et humide. Le 16 janvier, le ballon prend feu. Le 18 janvier, il tombe beaucoup de neige. Le 19 janvier, on doit faire un grand feu de charbon pour sécher les toiles, il faut deux heures pour gonfler le ballon alors que les essais précédents avaient duré vingt-sept minutes.

### Description du ballon
Le Flesselles est de proportions gigantesques 23 270 m3, 43 m de haut, 35 m de diamètre, il pèse 7 tonnes.
L'enveloppe est formée par trois papiers entre deux canevas. Un filet enveloppe le tout et retient la galerie. La partie supérieure de la calotte est blanche, le reste est gris, des bandes de laine de différentes couleurs sont tendues sur le cône. Les nombreuses gravures reproduites montrent des ballons décorés de façons différentes. L'aérostat original comporte deux médaillons représentant des allégories de l'Histoire, et de la Renommée ; le pavillon porte le nom et les armes de Flesselles.
De nombreuses gravures représentent ce ballon, décoré différemment selon les graveurs :

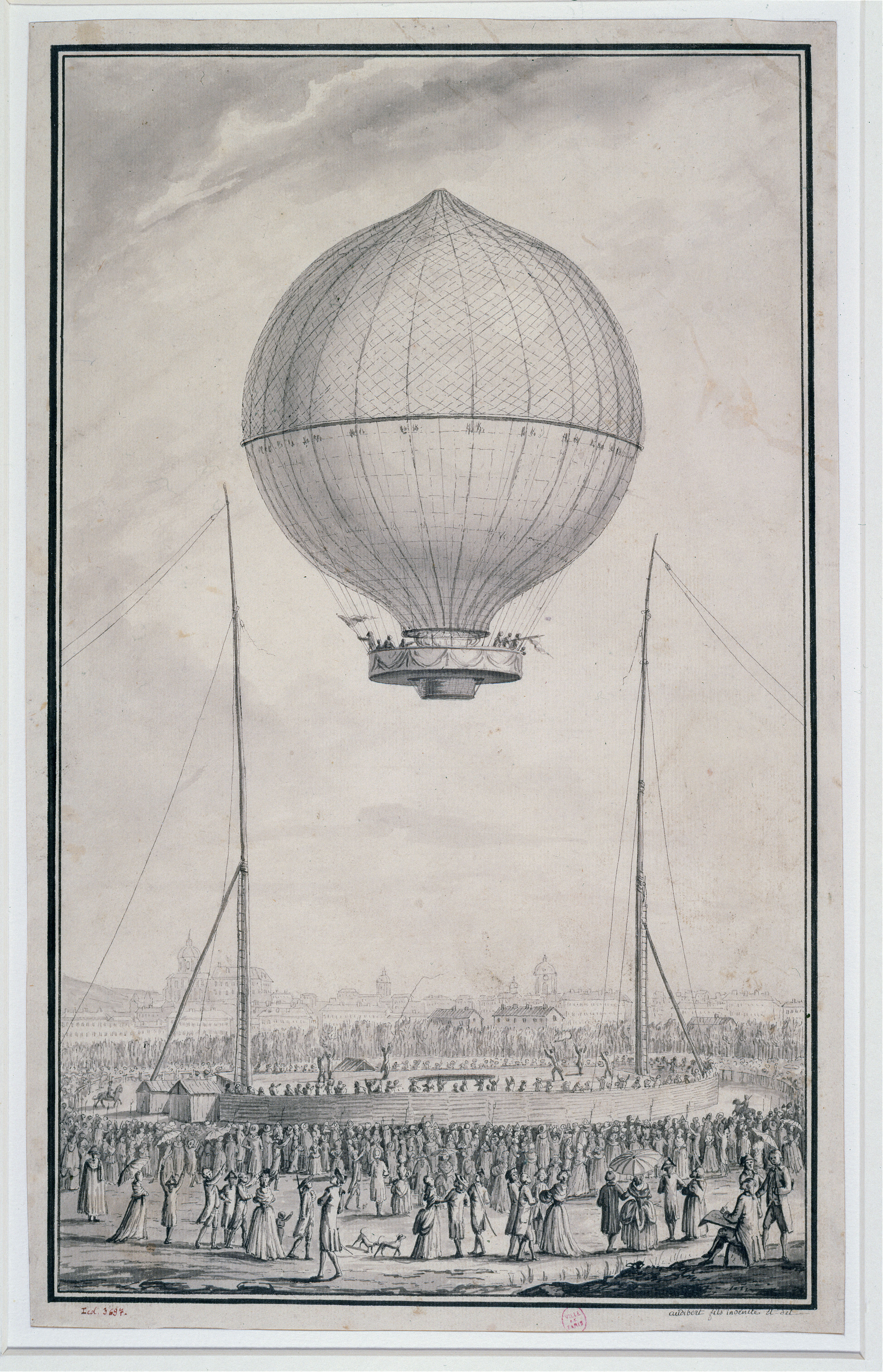
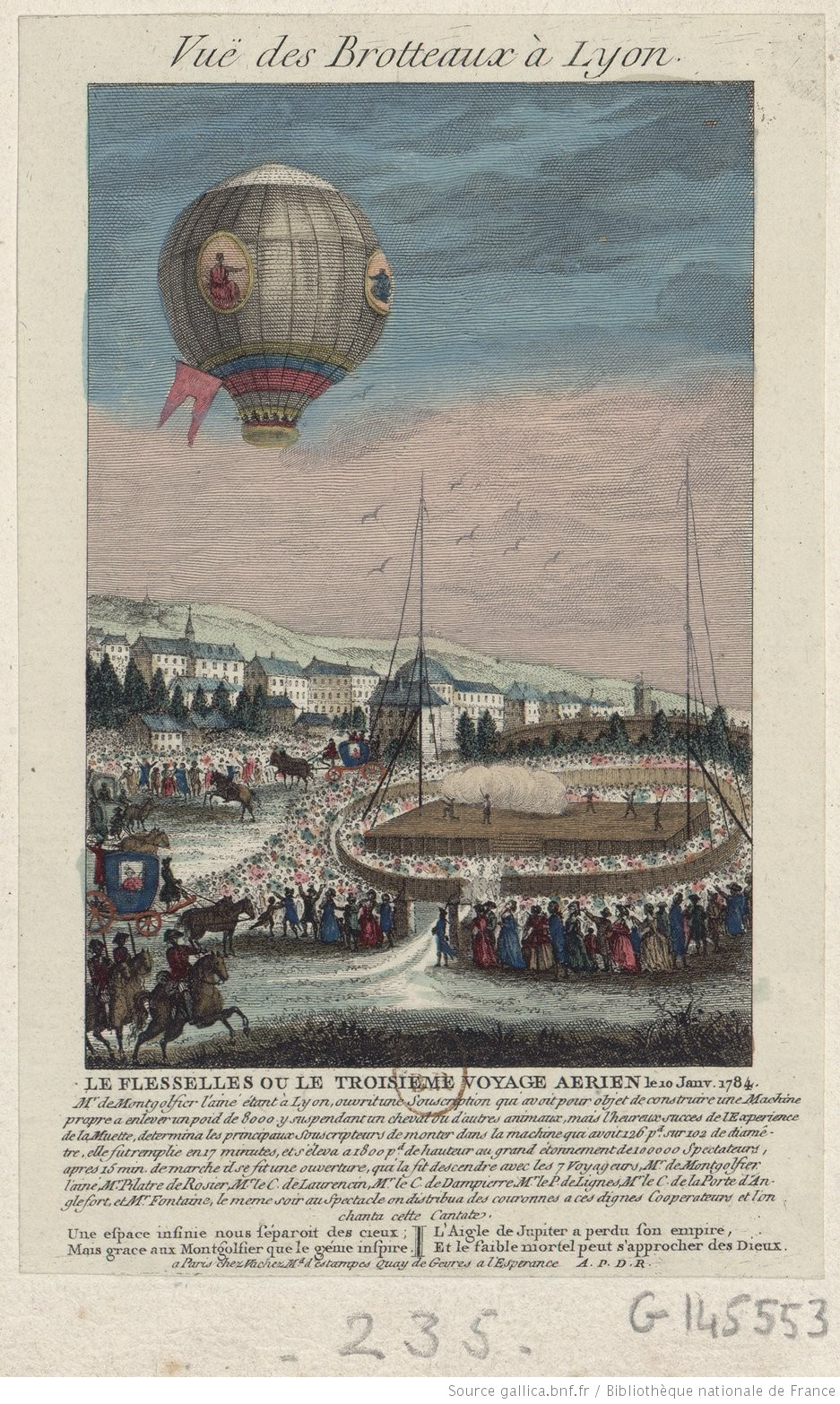
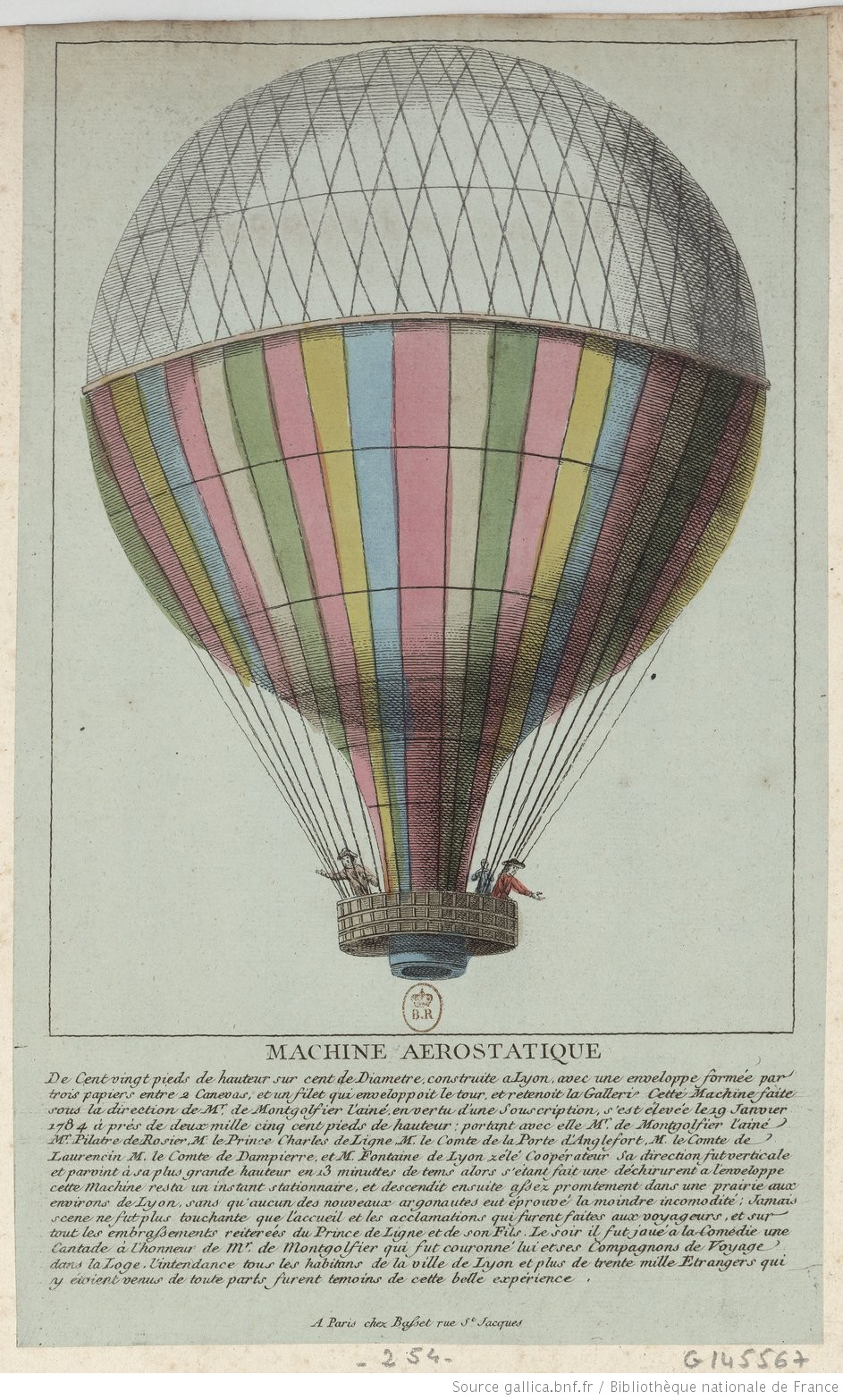
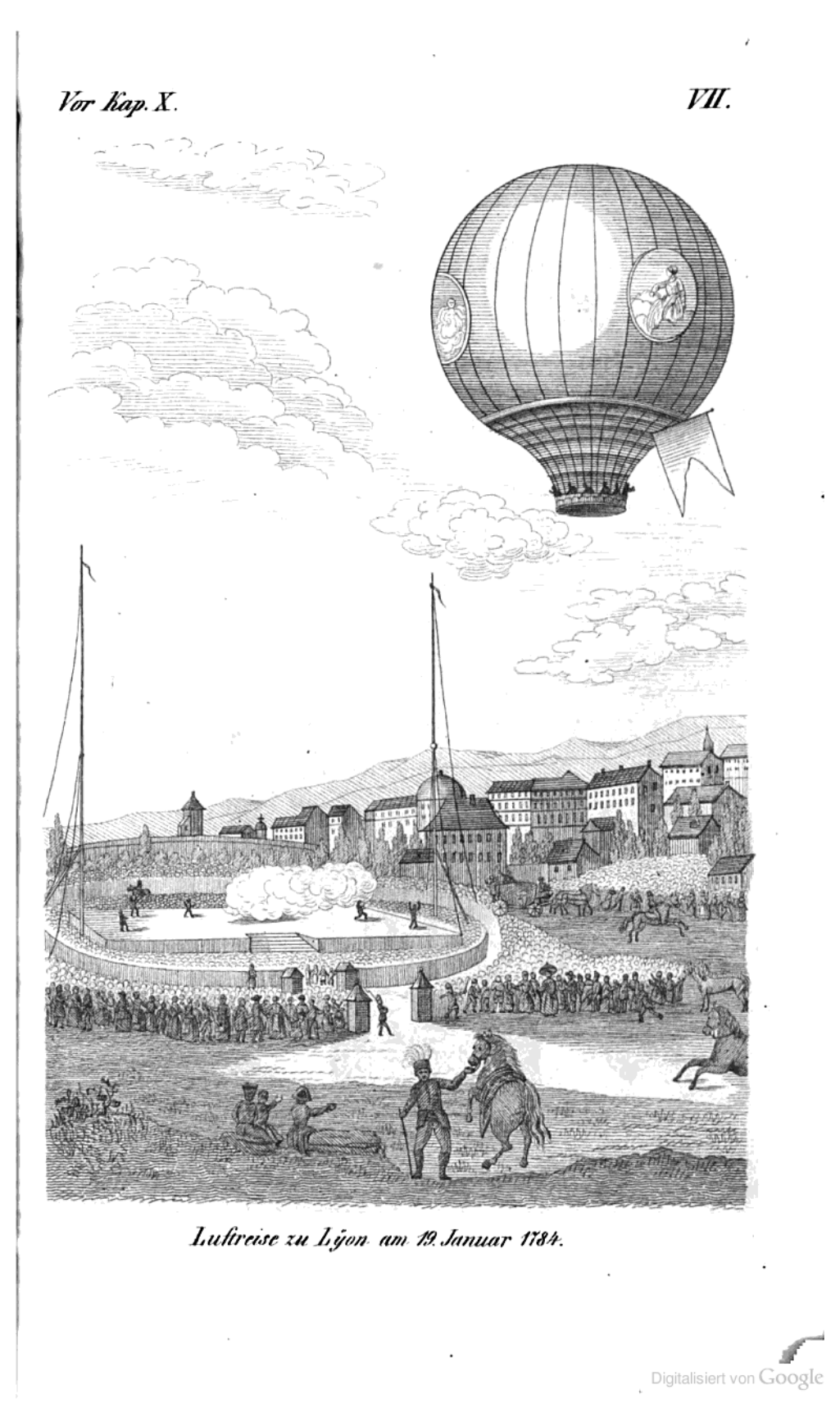
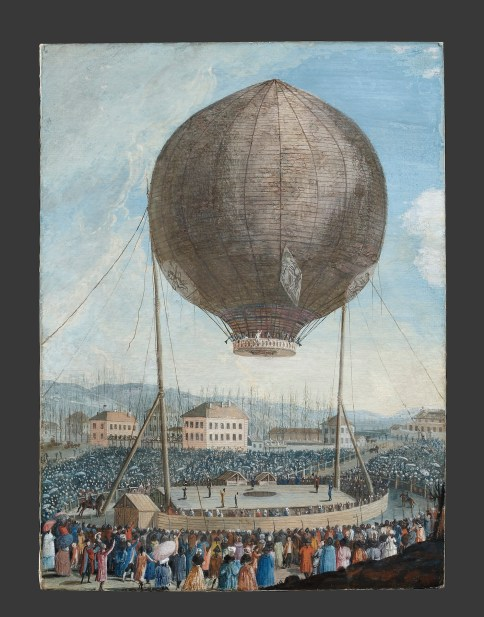
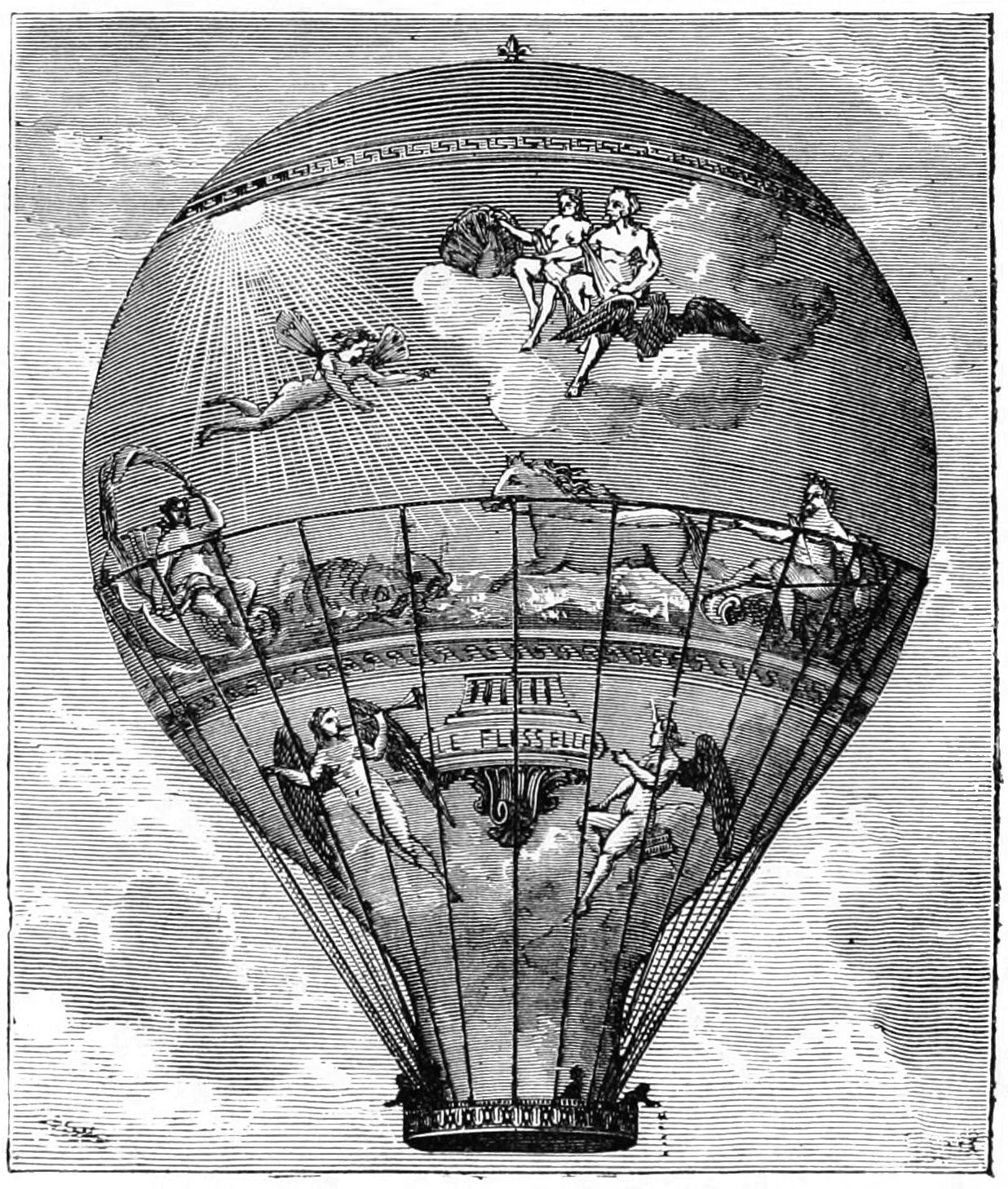

## L'événement
Le 19 janvier, vers midi, on dit qu'une foule de 100 0000 lyonnais se rassemble aux Brotteaux. Ce nombre semble exagéré, car la population de Lyon est alors de 150 000 personnes. Des étrangers, des savants, sont venus de loin voir les préparatifs et l'évènement, tel le physicien Horace de Saussure, venu de Genève, qui sera reçu à l'Académie de Lyon.    
Quatre passagers commencent à monter dans la nacelle. Pilâtre de Rozier est conscient que le ballon est fatigué par le gel, la pluie et le feu, et les manœuvres précédentes. Il voudrait alléger le poids, il propose de réduire le nombre à trois ou quatre et de tirer au sort. Le débat est animé, car personne ne veut descendre. Flesselles lance le départ. Lorsqu'on coupe les cordes, Montgolfier et Pilâtre montent dans la galerie. C'est alors que le sieur Fontaine s'accroche et monte avec les autres ; puisqu'il a participé à la construction, ils n'osent le repousser, mais il est évident que la charge est en surpoids.    
La machine tourne, baisse un peu, accroche une cloison de l'enceinte. Elle reste attachée par une corde qu’un spectateur coupe d’un coup de hache.    
Il est midi quarante-cinq. Le vent est faible et le ballon décolle lentement, mais l'effet apparait extraordinaire et l’émotion est grande parmi les spectateurs. En quatorze minutes, le ballon s’élève à plus de 10 ou 18 cents pieds.
Le ballon se dirige vers le Rhône. De crainte de tomber dans le fleuve, les voyageurs alimentent le feu pour s‘élever à nouveau. Le vent ayant tourné, le ballon revient au-dessus des Brotteaux.
Apparait une ouverture verticale de 4,5 pieds, là où les toiles avaient déjà été endommagées le vendredi et tiraillées au moment du départ. Le ballon reste un instant stationnaire. La déchirure contraint Pilâtre de Rozier à lâcher du lest pour ralentir la chute. En trois minutes, le ballon redescend très vite. En raison de l'importance du volume, la chute n'est pas dangereuse pour les voyageurs et l'atterrissage est supportable.
Le vol a duré seize minutes, le ballon a effectué une boucle sur un quart de lieue.

### Hommages
Le soir, le spectacle Iphigénie en Aulide, donné au Grand Théâtre, est interrompu au moment où Jacques de Flesselles et Joseph Montgolfier entrent dans la loge de l'intendance. Les aéronautes sont acclamés pour leur exploit.
Le 20 janvier, lors de la réception à l'Académie de Lyon, Joseph Mathon félicite les sept voyageurs. L'Académie crée, sur la proposition de Flesselles, un prix de 120 livres dont le sujet est : « Indiquer la manière la plus sûre, la moins dispendieuse & la plus efficace, de diriger à volonté les machines aéronefs. »
En 1802, le Bulletin de Lyon diffuse une « Ode sur l’expérience aérostatique faite à Lyon par M. Montgolfier, en 1784 ».